# Ана Винтур
Ана Винтур (енгл. Anna Wintour; Лондон, 3. новембар 1949) британско-америчка је новинарка и уредница. Била је главна уредница часописа Vogue. Са својом познатом боб фризуром и тамним сунчаним наочарима је постала веома важна фигура у свету моде, награђивана због своје пажње на модне трендове и подршке коју пружа младим дизајнерима.

## Биографија

### Породица
Ана је рођена 3. новембра 1949. године у Хампстеду у Лондону. Родитељи су јој Чарлс Винтур (1917-1999), такође издавач и уредник многих часописа, и Елеонор Бејкер(1917-1995), Американка, ћерка професора права на Харварду.  Њени родитељи су се венчали 1940. и развели 1979. године.  Ана је добила име по својој баки са мајчине стране, Ани Бејкер, ћерки трговца из Пенсилваније.
Рођена је као једно од четворо деце. Њен старији брат, Џералд је као дете погинуо  у саобраћајној несрећи. Један од њене млађе браће, Патрик, такође новинар, је сада дипломатски уредник часописа Гардијан. Џејмс и Нора Винтур раде у локалној самоуправи у међународим невладиним организацијама.
Она је такође пореклом из племените породице. По очевој страни, њен предак је крајем 18. века била књижевница Елизабет Кавендиш, војвоткиња од Девоншира, и њен први муж Џорџ Томас Фостер, ирски политичар.

### Детињство и младост
У својој младости Ана је похађала школу у Лондону (North London Collegiate School), где се често противила кодексу облачења. Са 14 година је почела да носи своју чувену боб фризуру. Почела је да се интересује за моду пратећи модне часописе које јој је бака слала из Америке. Њен отац се редовно консултовао са њом када је размишљао о идејама за повећање публике на тржишту младих.

### Каријера
Ана сматра да је њен отац највише заслужан што се она бави модом и новинарством. Он јој је пронашао први посао када је имала 15 година у једном утицајном бутику у Лондону. Следеће године напушта школу и одлази на обучавање у Хародс, једну од најпознатијих робних кућа на свету. Такође је и на захтев својих родитеља ишла на часове моде у суседну школу. Ускоро је од свега тога одустала говорећи: „Или се разумеш у моду или не“. Један од њених старијих момака, Ричард Њувил, јој је пружио прво искуство у  продукцији часописа у његовом популарном часопису „Оз“.
Своју  каријеру у модном новинарству почиње  1970. године када се  британски Харперс Базар ујединио са часописом Квин, где је запослена као један од првих помоћних уредника.  Још тада је говорила својим сарадницима да жели да уређује Вог.  Због дугих неслагања са ривалком Мин Хог, напустила је тај посао и са својим тадашњим партнером Џоном Бредшом се преселила у Њујорк.
У Њујорку је постала млађи уредник њујоршког Харперс Базара 1975. године. Њен револуционаран рад и снимања су навела тадашњег уредника Тонија Мазолу да је после девет месеци отпусти. Неколико месеци касније Бредшо јој је помогао да добије свој први посао модног  уредника у часопису Вива. То је био први посао да је могла да има свог личног асистента, чиме је почела њена репутација захтевне и тешке шефице.
Магазин Вива је 1978. године угашен. Ана је одлучила тада да направи паузу са послом. Такође је раскинула са Бредшом и започела нову везу са француским музичким продуцентом Мишелом Естебаном.  Вратила се на посао 1980. године као модни уредник женског часописа Сави.
Следеће године је постала модни уредник часописа  Њујорк. Ту је њен рад коначно почео да привлачи пажњу. Уредник Едвард Консер је некада чак кршио веома строга правила и допуштао јој да ради на другим одељењима часописа. Многи су је хвалили и бивша колегиница јој је организовала интервју у Вогу са уредницом Вога Грејс Мирабелом који се завршио када јој је рекла да жели њен посао.
Почела је да ради за Вог 1983. године после разговора са Алекском Либерманом,  уредничким директором издавачке куће Конде Наст, која је издавач Вога. Са њим је водила велика надметања чиме је удвостручила плату и постала први креативни директор часописа, посао са нејасно дефинисаним одговорностима.  Промене које је често правила без Мирабелиног знања су често изазивале неслагање са запосленима. Почела је да се забавља са дечјим психологом Дејвидом Шафером из Лондона. Они су се венчали 1984.
Добила је своју прву уредничку позицију 1985. године преузимајући британски Вог после пензионисања Беатрикс Милер. Када је постала главна, заменила је многе запослене  и успоставила много већу контролу над часописом него било ко од њених претходника.  Промене које је уносила учиниле  да часопис више буде у складу са америчким издањем Вога.
Винтурова се вратила у Њујорк 1987, а 1988. године је постала главни уредник америчког Вога који је под  уредништвом Мирабеле постао фокусиранији на начин живота него на моду. Људи у индустрији су се плашили да ће их амерички Ел престићи. Ана је правила велике промене у саставу запослених и променила је  изглед  насловних страна. Њене насловне су показивале више тела и сликане су напољу, за разлику од Мирабелиних које су  углавном биле портрети познатих  модела у студију. Ана је унајмљивала мање познате моделе и мешала је јефтину са одећом високе моде. Први број који је она уредила изашао је у новембру 1988. године у сарадњи са фотографом Питером Линдбергом са сликом Mикејле Бурке у избледелим фармеркама од 50$ и јакни са кристалима француског дизајнера која је коштала 10 000$. То је био први пут да је модел на насловници  Вога носила фармерке. Ово је био велики успех.  Ана је 2015. године изјавила да јој је то омиљена насловна због тога што је била толико другачија од свих претходних и јер се све десило веома спонтано.
У деведесетим под њеним вођством магазин се поново фокусирао на моду. Вог је задржао на тржишту поред три највећа конкурентна часописа: Ел, Харперс Базар и часопис Мирабела(назван по Грејс Мирабели). Њена највећа конкуренција је била Тина Браун која је била уредница Венити  Фера  и касније Њујоркера.
У двехиљадитим дошло је до многих промена у саставу запослених због тога што су многи уредници напуштали Вог зарад неких других послова у издаваштву.
Њена бивша асистенткиња је 2003. године написала роман „И ђаво носи Праду“ за чији главни лик се верује да се заснива на Ани. Касније 2006. године објављен је филм на основу књиге.
У септембру 2004. године, издато је најдуже месечно издање икада направљено у то време, имало је 832 стране. Винтурова је такође надгледала издавање  Teen Vogue, Vogue Living и  Men's Vogue.  То је био велики успех јер је Teen Vogue  имао одличну зараду јер је имао више реклама, а Men's Vogue    је са 164 стране био први часопис чије прво издање је имало толико страна у компанији Конде Наст. Такође је проглашена за уредника године за ово проширење бренда.
Краљица Елизабета ll ју је именовала за службеника реда британске империје у част свог рођендана 2008. године. Та година је генерално била веома тешка због светске финансијске кризе. После тога на насловници априлског броја био је Леброн Џејмс и Жизел Биндшен, који су изазвали критике због изазивања расних стереотипа. Следећег месеца  луксузна хаљина Карла Лагерфелда коју је  носила на Мет Гали проглашена је за „Најгори модни погрешни корак 2008.“ Крајем године децембарско издање је на насловној имало коментар Џенифер Анистон на Анђелину Џоли, због чега су многи мислили да је изгубила свој осећај. Те године рашириле су се гласине да Ана иде у пензију, али Конде Наст ју је бранио на читавој страни у Њујорк Тајмсу, али такође многи читаоци су давали примедбе како је часопис постао предвидљив.
Почела је више да се појављује у јавности 2009. године говорећи да не иде у пензију. У септембру је изашао документарац о настанку септембарског издања из 2007. године.
Конде Наст је 2013. године објавио да она преузима место уметничког директора свих часописа које поседује компанија, док остаје у Вогу. У јануару 2014. године Метрополитенски музеј уметности  је свој комплекс института за костиме назвао по њој „Винтур“. Мишел Обама га је отворила у мају те године. Такође је проглашена за 39. најмоћнију жену на свету у америчком бизнис магазину Форбс.
У мају 2017. године на церемонији у Бакингамској палати Винтурова је именована за Даму-командира реда Британске империје од стране Краљице Елизабете II  због доприноса моди и новинарству.
Током година је почела да се сматра једном од најутицајнијих људи у моди, постављајући трендове и подржавајући нове дизајнере. Охрабрила је многе модне куће као што су Кристијан Диор и да ангажује млађе дизајнере као што је Џон Галијано. Њен утицај се проширио ван света моде. Успела је да убеди Доналда Трампа да дозволи Марку Џејкобсу да користи балску дворану у хотелу Плаза, за модну ревију када је Џејкобсу и његовом партнеру фалио новац.
Према извештајима, 2005. године њена годишња плата је износила 2 милиона долара. Поред тога је имала и неколико повластица као што су Мерцедес С-класе, додатак за куповину у вредности од 200 000$ и Коко Шанел одело у хотелу Риц у Паризу за време европских недеља моде. Председник компаније Конде Наст је тражио да јој се обезбеди и бескаматни кредит од 1,6 милиона долара за куповину њене куће у селу Гринвич.

### Лични живот
Ана Винтур има двоје деце са Дејвидом Шафером: Чарлса (познатијег као Чарли) рођеног 1985. и Кетрин (познатије као Би) рођене 1987. године. Она и Дејвид су се развели 1999. године.
Ана је такође и филантроп. Често организује добротворне догађаје на којима је до сада скупила 50 милиона долара за Центар за костиме у Метрополитанском музеју уметности у Њујорку. Такође је скупила преко 10 милиона долара за добротворне организације за борбу против сиде, од 1990. године.
Живи у селу Гринвич. Тврди да се ујутру буди пре 6, игра тенис и после сређује косу и шминку, а после иде у своју канцеларију у Вогу. На модне ревије увек долази много раније због тога што за то време обавља телефонске позиве и хвата белешке, и такође каже да тада добија најбоље идеје. Никада не проводи више од 20 минута на журкама и свако вече иде у кревет у 10 и 15.
Све ређе прегледа текстове за часопис. Њени сарадници тврде да чита све што је написано, али бивши сарадник Ричард Стори тврди да ретко чита уметничке извештаје и прегледа Вогове књиге. На почетку каријере је често писање текста остављала другима  и колеге тврде да има минималне вештине на терену. Данас не пише готово ништа за часопис сем месечног писма уредника.
Има три помоћника са пуним радним временом, али често уме да изненади јављајући се сама на телефонске позиве. Често искључује свој мобилни  телефон за време ручка, да мирно може да једе. Обично за ручак једе бифтек или хамбургер без пецива.
Ана је често описана као веома емоционално одсутна особа од стране људи који је познају, чак и од њених најближих пријатеља. Многи сматрају да када је постала важна особа у јавности једноставно је затворила велики део своје личности. Многи мисле и да она ужива у томе да је веома недоступна. Она каже да је завидела свом оцу који је био веома хладан и недодирљив. Али многи њени сарадници су рекли да је склона експлозијама незадовољства и због тога је добила надимак „Нуклеарна Винтур“, који она не воли и лично је молила Њујорк Тајмс да тај надимак не користи. Она је често умела да буде веома груба са људима, никад се није спријатељивала са личним асистентима, никада није причала са млађим особљем  и нико никад се са њом не вози лифтом.  Описивана је као перфекциониста који стално поставља неизвршне, произвољне захтеве подређенима. Једном је морала да плати за лечење својих запослених. Суд је 2004. године пресудио да су она и Шафер морали да плате 104 403 долара, а Ана је морала још сама да плати 32,639 долара за решавање тужби против њих од стране Одбора за надокнаду радника у Њујорку. Њих двоје нису платили тих 140 000 долара за тужбу од бившег запосленог који је био повређен на раду  и није имао одговарајуће осигурање.

## Лична модна опредељења
Због своје позиције њена гардероба се често проучава и имитира. Раније у својој каријери је комбиновала модерне мајице и прслуке са дизајнерским фармеркама. Када је почела да ради у Вогу као креативни директор, раније аутфите је заменила са Шанеловим оделима и мини сукњама. То је наставила да носи и за време обе трудноће, благо отварајући сукње на леђима и носећи јакне да то прекрије.  Наведена је као „једна од најбоље обучених људи старијих од 50 година“ у Гардијану у марту 2013. године.
Према њеном биографу, Џерију Опенхајмеру, њене сталноприсутне наочаре за сунце су заправо корективне сврхе због тога што пати од оштећења вида, баш као и њен отац. Изјавила је да су јој њене наочаре као нека врста оклопа, а такође јој и омогућавају да задржи реакције са ревија за себе.
Много пута је била оптуживана од организација за животињска права због тога што је носила крзно и користила га на насловним странама и многим фотографијама у часопису. Престала је да броји колико пута је била нападнута од активиста. У Паризу 2005. године су је гађали питом од тофуа док је чекала да уђе на модну ревију бренда Клоји.

## Политика
Ана је подржавала Демократску странку од како се Хилари Клинтон кандидовала за Сенат 2000. године, Џон Керијеве  кандидатуре за председника 2004. године и служила је и много допринела изборима Барака Обаме 2008. и 2012. године 
Заједно са Саром Џесиком Паркер је истих година приређивала добротворне вечере од педесеторо људи где су по сваком месту добијале 40 000 долара. То је била вечера у кући Саре Џ. Паркер на којој су присуствовали  Мерил Стрип, Мајкл Корс и Треј Лард који је био извршни рекламни директор међу њима. Исто тако се удруживала са Калвином Клајном и Харвијем Веинстејном у прикупљању средстава за време Обаминог првог председничког мандата, чак је и Дона Каран била једна од присутних .  Када је бивши директор комуникација у Вогу поднео оставку  2013. године Ана је хтела да запосли некога ко има политичку прошлост. Ускоро је запослила Хилди Курик која је учествовала у сакупљањима средстава за Демократски Национални Комитет и Обамину прву кампању. Подржала је и Хилари Клинтон и њену  председнички кампању 2016. године, налазила се на њеној листи богатих донатора  и такође је била њен консултант што се тиче одабира одеће за најбитније моменте кампање.

## Елитизам
Једна честа критика на њено уредништво се односила на то што је Вог повећавао појављивање познатих особа на насловницама и њена инсистирања на они испуне своје стандарде. У скорије време је рекла Опри Винфри да треба да смрша за слику на насловници. Исто тако је говорила Хилари Клинтон да не треба да носи плаво одело. На Мет Гали 2006. године, на којој је тема била Англоманија, Ана је рекла да ће лично да изабере одећу за многе истакнуте личности као што су Џенифер Лопез, Кејт Мос, Доналд Трамп и Дијана фон Фустенберг.
Убеђујући дизајнере да дају одећу  познатим личностима, који су се затим фотографисали не само за Вог, већ и за друге општије часописе као што су Пипл и Ас, неки у индустрији су сматрали да Ана превише све то  контролише, посебно због тога што није укључена у стварање или производњу одеће. Тврди се да је убила гранџ моду јер је својим дизајнерима говорила да неће користити њихове радове ако се не посвете гламурознијој моди.
Такође се и још један од писаца у Вогу пожалила да је Винтурова искључивала обичне жене из часописа, које су углавном и биле пратиоци тог магазина. Према њеној тврдњи, када је Вог објавио чланак о раку дојке који је требало да прати причу једне стјуардесе, Ана је тражила да се уместо ње интервјуише успешна пословна жена из више класе која је такође имала рак. Оптужена је да се чак издваја и од својих вршњака. Често на ревијама тражи да је сместе подаље од уредника других модних часописа.
На недељи моде у Милану 2008. године, она је затражила да се неке кључне ревије преместе да буду раније да би и други амерички уредници могли да стигну да се врате кући пре Паришке недеље моде. То је довело до жалби. Други уредници су морали да журе на раније ревије, а мање познати дизајнери су премештени за касније у недељи и због тога су били лишени важне публике. Долче & Габана су рекли да италијанска мода постаје све мање популарна и да се Милано претвара у „бесмислени циркус“.
Ђорђо Армани, који је био један од ко-организатора Мет изложбе са суперхеројским костимима са Аном Винтур, привукао је пажњу својим замеркама. Иако је тврдио да не схвата зашто је људи толико не воле, рекавши да је и он равнодушан, надао се да она није једном прокоментарисала да је „Армани ера готова“. Оптужио ју је да више воли француску и америчку моду него италијанску.
Њене примедбе о гојазности су  више пута изазвале бурне реакције. Бивши главни уредник америчког Вога Андре Лион Тели је једном изјавио да је Ана од њега захтевала да смрша, додавши и да су девојке у Вогу премршаве јер Ана не воли људе који нису такви. Такође је и од Опре Винфри тражила да знатно смрша да би могла да се појави на насловници Вога. У емисији 60 минута, Ана је изјавила да су грађани Минеаполиса грађени као куће, што је изазвало примедбе грађана, с обзиром да је Минеаполис проглашен за један од најздравијих градова у Америци.
Многе колеге, сарадници и пријатељи су је бранили у јавности, говорећи да Ана приватно није толико непријатна како се описује већ да је веома конкретна у томе шта жели а шта не, а њено "хладно" понашање описују као традиционалну британску стидљивост.
Ана је изненадила јавност када је развила односе са породицом Кардашијан и Кањем Вестом, што је довело до тога да се Кардашијан-Вестови  појаве на насловници Вога. Винтур је, како се извештава, коментарисала да је било досадно имати само "људе са високим стилом" у часопису, а њена одлука да се прибегне таквим личностима довела је до тога да неки оптужују часопис да преузима очајничке мере да привуче пажњу. Она је наставила да одржава везе са њима.